# Santa Isabel (Venezuela)
Santa Isabel es una población del municipio Andrés Bello en el Estado TrujilloVenezuela.  

## Ubicación
Se encuentra al norte del estado Trujillo entre las poblaciones de El Tigre y San Juan al norte, la carretera Mene Grande – Agua Viva al este, el río Motatán de los Negros al sur y el campo petrolífero Barúa al oeste. Se encuentra sobre el campo petrolífero Motatán.

## Geografía
Santa Isabel es un pequeño pueblo al norte del estado Trujillo, está ubicado en una sabana con clima tropical lluvioso, favoreciendo el cultivo del plátano y otros rubros agrícolas, es atravesado por el caño Carrillo. El pueblo también tiene en algunos lugares pozos petrolíferos del campo Motatán. 

## Economía
Su principal actividad económica es la agricultura. El petróleo es otra actividad importante de la población, estando ubicados entre sus calles algunos pozos donde se encuentran algunos taladros de fabricación chinos o estadounidense haciendo perforaciones para extraer el crudo.. también  cuenta con una Planta donde se procesa el gas natural.. dando así fuente de trabajo a muchas personas.

## Transporte
Su vía principal es la que viene de El Tigre (estado Zulia) y que conecta los pozos del campo Motatán, la otra salida del pueblo es la que lo conecta con la carretera Mene Grande – Agua Viva, por esta última pasan los autobuses Valera – Lagunillas. Además existe la vía que la une con la población de San Juan.

## Sitios de Referencia
- Campo Motatán

- Datos: Q3472652